# Jutta Leerdam
Jutta Leerdam, född 30 december 1998, är en nederländsk skridskoåkare. Hon har tävlat för Nederländerna i ett olympiskt spel (Peking 2022).

## Karriär
Vid olympiska vinterspelen 2022 i Peking tog Leerdam silver i damernas 1 000 meter.

## Rekord

### Personliga rekord
| Distans     | Tid          | Datum            | Plats                             |
| ----------- | ------------ | ---------------- | --------------------------------- |
| 500 meter   | 37,14        | 27 december 2022 | Thialf, Heerenveen                |
| 1 000 meter | 1.11,84 0NR0 | 15 februari 2020 | Utah Olympic Oval, Salt Lake City |
| 1 500 meter | 1.53,64      | 29 oktober 2021  | Thialf, Heerenveen                |
| 3 000 meter | 4.05,19      | 10 mars 2018     | Utah Olympic Oval, Salt Lake City |

### Världsrekord
| Nr | Tävling   | Resultat | Datum            | Plats                             | Notering                          |
| -- | --------- | -------- | ---------------- | --------------------------------- | --------------------------------- |
| 1. | Lagsprint | 1.24,029 | 13 februari 2020 | Utah Olympic Oval, Salt Lake City | Med Letitia de Jong och Femke Kok |